# Коэлью, Мариана
Мариана Коэлью (порт. Mariana Coelho; 10 сентября 1857, Саброза (Вила-Реал), Португалия — 29 ноября 1954, Куритиба) — португальско-бразильская поэтесса, писательница, педагог. Считается пионером феминистского движения в Бразилии.

## Биография
В 1892 году эмигрировала в Бразилию и поселилась в Куритибе. Дебютировала в начале 1893 года, когда были опубликованы её первые стихи.
В 1902 году основала колледж Альберто Сантос Дюмон и руководила им до 1917 года. В 1908 году была награждена серебряной медалью на Национальной выставке в Рио-де-Жанейро за свою книгу «Ментальная парана» . Позже, в Куритибе, была директором Escuela Profesional Femenina Republica Argentina, основанной в 1916 году, которая сыграла важную роль в развитии эмансипации женщин в регионе. Первоначально занимала должность профессора, но в 1926 году стала директором, оставаясь там до 1940 года.
Член Бразильской федерации женского прогресса (FBPF), участвовала в феминистских конференциях в 1922, 1933 и 1936 годах. Её самой заметной работой была «Эволюция феминизма: учёт его истории».
Была председателем Женской академии литературы Параны.
Умерла незамужней от сердечного приступа в Куритибе 29 ноября 1954 года в возрасте 97 лет.

## Избранные сочинения
- Discurso, 1902;
- O Paraná Mental, 1908;
- A Evolução do Feminismo: subsídios para a sua história, 1933;
- Um Brado de Revolta contra a Morte Violenta, 1935;
- Linguagem 1937;
- Cambiantes: contos e fantasias, 1940;
- Palestras Educativas, 1956.